# Selenocosmia insignis
Selenocosmia insignis é uma espécie de aranha pertencente à família Theraphosidae (tarântulas).